# Kurt Cobain
Kurt Donald Cobain, född 20 februari 1967 i Aberdeen i Washington, död 5 april 1994 i Seattle i Washington, var en amerikansk gitarrist, låtskrivare och sångare i rockbandet Nirvana.
Kurt Cobain gifte sig 1992 med Courtney Love, med vilken han fick dottern Frances Bean Cobain samma år. Dottern är uppkallad efter sångerskan i The Vaselines, Frances McKee, som Cobain beundrade.

## Uppväxt
Kurt Cobain föddes i industristaden Aberdeen i delstaten Washington i nordvästra USA. Han var son till Donald Cobain (född 1946) och Wendy Cobain (född 1948, i dag Wendy O'Connor) som bara var 21 respektive 19 år gamla när Kurt föddes. När han var nio år gammal skilde sig föräldrarna och han kom att bli tämligen tillbakadragen. Cobain sade senare att han tyckte att hans barndom var lycklig ända fram till det att hans föräldrar skilde sig. Han beskrev skilsmässan som ett djupt trauma för honom själv. När han var 12 år fick han sin första gitarr. Han läste om punk i musiktidningar och började föreställa sig hur den lät baserat på det han hade läst vilket enligt honom själv utgjorde riktig punk. Han umgicks i undergroundkretsar i Seattles förorter. Han arbetade som springpojke åt The Melvins och skolkade från skolan för att hjälpa dem. Han fick sin första elgitarr när han var 14 år gammal; den hade han valt istället för en cykel.
Cobain mobbades i skolan av idrottskillarna som kallade honom för bög på grund av att han umgicks med en kille som var homosexuell. Cobain visste inte själv att hans kompis var homosexuell, förrän kompisen började göra närmanden mot honom. Cobain sade till honom att han inte var homosexuell men att han fortfarande ville vara kompis med honom.

## Nirvana

Cobain började som trummis i ett band men övergick senare till att enbart spela elgitarr. Han kunde spela både gitarr, bas och trummor. Som 17-åring träffade han Krist Novoselic och de bestämde sig för att bilda ett band när de gick på high school. De kallade sitt band allt från Skid Row och Ted Ed Fred till Fecal Matter. År 1987 bestämde de sig slutligen för namnet Nirvana som är en buddhistisk term för "själslig fred, evigt tillstånd av frid och lycka", vilket var Cobains beskrivning av punk. Cobain och Novoselic började spela på allvar och fick senare kontrakt med skivbolaget Sub Pop där de fick chansen att spela in ett eget album. De valde Chad Channing som trummis till debutalbumet Bleach.
Nirvanas debutalbum Bleach släpptes i juni 1989. Det kostade 606,17 dollar att spela in albumet under sammanlagt cirka 30 timmar. Albumet spelades in i en 8-kanalsstudio. Jason Everman bekostade inspelningen; i utbyte fick han erkännande för att ha spelat gitarr på albumet. Albumet producerades av Jack Endino. Efter succén med Nevermind 1991 sålde Bleach platina (1 miljon exemplar sålda). Efter utgivningen av Bleach testade Cobain och Novoselic en rad olika trummisar, men de var aldrig nöjda med någon av dem. År 1990 var de på en av bandet Screams spelningar. Där uppmärksammade de trummisen Dave Grohls hårda och råa trumstil, vilket särskilt tilltalade Cobain. När Scream splittrades i september 1990, blev Grohl medlem i Nirvana.
Efter att Nirvana släppt sin andra skiva Nevermind 1991 blev Kurt Cobain en internationell superstjärna och Nirvana kom att bli ett av världens största rockband. Men Cobain fann det svårt att vänja sig vid medias och folkets uppmärksamhet. I media beskrevs han som "talesman för en generation", vilket han tyckte var struntprat. Nevermind producerades av Butch Vig och hade år 2016 sålts i mer än 25 miljoner exemplar.
På Nirvanas sista studioalbum, In Utero, som släpptes 1993, var flera låtar väldigt starkt inspirerade av hans musikaliska rötter från de mörka klubbarna i Seattle och enligt honom själv var han enormt nöjd med bandets nya råa sound men tyckte dock att trumpartierna på en del låtar var för högljudda. In Utero producerades av Steve Albini. Innan Nirvana bestämde sig för honom, funderade de på att anlita producenterna bakom Never Mind the Bollocks, Here's the Sex Pistols. På singlarna "Heart-Shaped Box" och "All Apologies" var Scott Litt producent.
Kurt Cobain använde sig mestadels av Fender-gitarrer eftersom de, enligt honom, vägde mindre än exempelvis Gibson-gitarrer. Under sin Bleach-period använde han sig emellertid av en Epiphone SG. Två av hans favoritmodeller var Fender Jaguar och Fender Mustang. Han designade även en egen gitarrmodell genom att ta ett kort på en Fender Jaguar och en Fender Mustang och sedan klippa ihop bilderna till en – Fender Jag-Stang. Han har också använt sig av Hagström-gitarrer: Hagström DeLuxe och Hagström II.

## Sociopolitiska ställningstaganden
Under sitt liv tog Cobain flera gånger ställning i politiska och sociala frågor. Cobain hyste feministiska åsikter. Den 22 augusti 1992 ställde Cobain med bandet Nirvana upp på en konsert på Portland Meadows. Initiativet var att hindra och stoppa främjandet av diskriminering mot homosexuella.
I en intervju med NME 1991 reflekterade Kurt Cobain över sexuella övergrepp: "Våldtäkt är ett av de värsta brotten på jorden, och det pågår bara i några minuter". "Problemet med grupper som motverkar sexuella övergrepp är att de försöker utbilda kvinnor att försvara sig, när det som egentligen behöver göras är att lära män att inte våldta". Cobain skrev under sin tid låttexter om sexuella övergrepp, till exempel låten "Rape Me". Hans musik tog ställning mot sexuella övergrepp.

## Sjukdom, drogmissbruk och död
Efter albumet Nevermind satte musikindustrin alltmer press på Cobain. Cobain led av magsmärtor sedan han var liten, vilka blev alltmer intensiva med åren. Han började ta olika slags droger för att lindra smärtan, däribland heroin. Magsmärtorna berodde på en klämd ådra relaterad till hans skolios, vilket en läkare kunde diagnostisera 1993 och därmed kunde Cobain få behandling för dessa problem. Han blev vid tidig ålder diagnostiserad med beteckningen ADD (Attention Deficit Disorder) och vid vuxen ålder drabbades han av bipolär sjukdom.
Kurt Cobains och Nirvanas sista konsert ägde rum på Flughafen München Riem i München den 1 mars 1994. I Rom överdoserade Cobain Rohypnol och drack stora mängder champagne och blev medvetslös den 4 mars. Cobains läkare, Osvaldo Galletta, hävdade att det var en olycka, men att Cobain hade svårt att minnas, då den stora mängden Rohypnol orsakat honom minnesskador. Den 30 mars skrev Cobain in sig på ett rehabiliteringscenter i Marina del Rey i Kalifornien. Kvällen den 1 april lämnade Cobain centret och tog ett flyg tillbaka till Seattle.
Den 8 april 1994 påträffades Cobain död i familjens villa vid Lake Washington Boulevard 171 av elektrikern Gary Smith, som var där för att installera ett säkerhetslarm. Smith trodde först att Cobain sov, men noterade att blod sipprade ur Cobains högra öra. Cobain hade begått självmord. I hans blod påträffades också en mycket hög koncentration heroin samt spår av bensodiazepiner. Dirigenten David Woodard hade byggt en Dreamachine för Cobain,:355–366 och Cobain rapporterades ha använt enheten överdrivet under de dagar som ledde till hans självmord. Cobains kropp kremerades och hans aska ströddes senare i McLane Creek i närheten av Olympia i Washington.

## Bilder

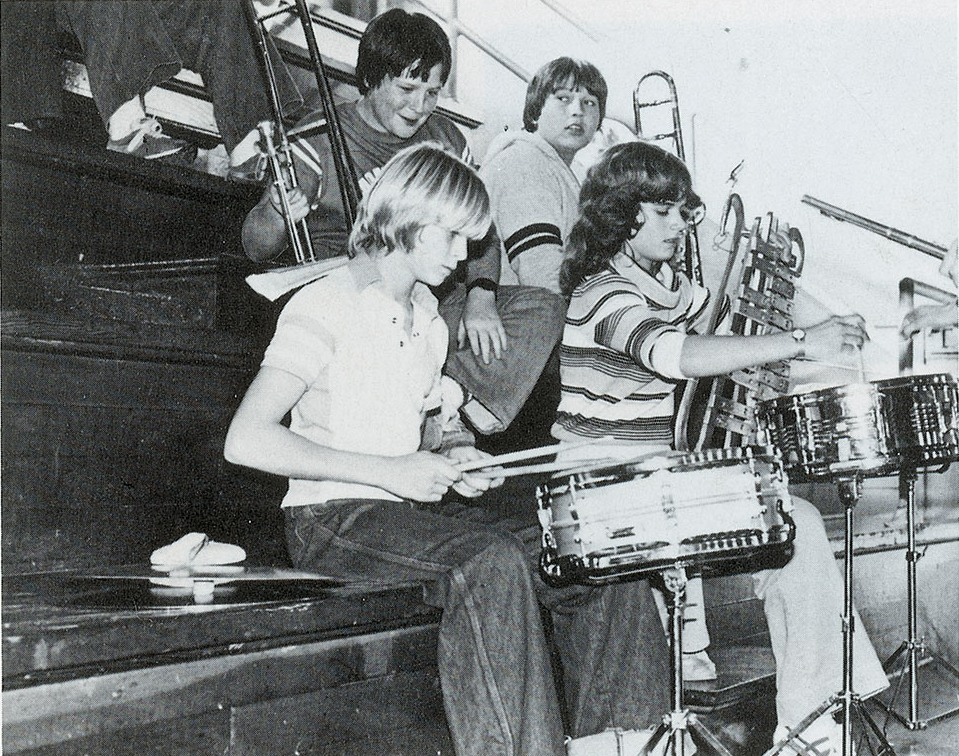
Kurt Cobain spelar trummor vid en samling på Montesano High School år 1981.